# Філадельфійський монетний двір
Монетний двір у Філадельфії був створений за необхідності створення національної ідентичності і потреби торгівлі в Сполучених Штатах. Це змусило батьків-засновників Сполучених Штатів, налагодити виробництво континентальної національної монети, головним пріоритетом після ратифікації Конституції Сполучених Штатів.
Закон про карбування монет 1792 був введений в дію, і 2 квітня було проголошено про створення Монетного двору Сполучених Штатів. Філадельфія в той час була столицею країни; тому перший монетний двір об'єкт був побудований там. Закон про м'яту також ввів десяткову систему, засновану на одиниці в доларах США; зазначені ваги, металевий склад і товщину; і потрібно щоб кожна монета Сполучених Штатів мала особливість "враження символом свободи".

## Історія

### Перша будівля (1792-1833)
Девід Ріттенхаус, американський вчений, був призначений першим директором монетного двору президента Джорджа Вашингтона. Два лоти були придбані Ріттенхаус 18 липня 1792, на Сьомій вулиці і 631 Філберт Стріт в Філадельфії за $ 4,266.67. На наступний день, знесення покинутому віскі винокурні на майно почалося. Робота Фонду почалася 31 липня і 7 вересня, перший будинок був готовий до установки плавильної печі. Корюшка будинок був першим громадським будівлею зведена урядом Сполучених Штатів. Триповерхова цегляна будівля з видом Сьомий стріт була побудована кілька місяців по тому. Вимірювання близько 37 футів (11 м) в ширину на вулиці, це тільки продовжений назад 33 футів (10 м). Золото і срібло для монетного двору містилися в підвальних сховищах. На першому поверсі розміщені депозитні і зважуванням номера, а також прес-центр, де карбування монет мали місце. офіційні офіси Mint були на другому поверсі, а також аналіз офіс був розташований на третьому поверсі. Фотографія будівлі Сьомий стріт прийнято близько 1908 показують, що до цього часу 1792 рік, а слова "Ye Olde монетний двір" (в лапках) були намальовані на фасаді.
Між корюшки будинки та будівлі на Сьомий вулиці, була побудована млин. Коні в підвалі перетворили прокатний стан, розташований на першому поверсі.
У січні 1816 року корюшки і млинові будинки були зруйновані пожежею. Корюшка будинок ніколи не був відремонтований, і все плавки було зроблено в іншому місці. Млин будинок, який був повністю зруйнований, незабаром був замінений з великим цегляним будинком. Вона включала в себе новий паровий двигун в підвалі для харчування машини.
До 1833 року це три будівлі не передбачено Сполучені Штати з твердою валютою. Операції відсувається на другий Монетний двір Філадельфії в 1833 році, а земельні ділянки житло перший монетний двір був проданий. В кінці 19 або початку 20-го століття, власність була продана Френк Стюарт, який підійшов до міста, просячи їх, щоб зберегти або перемістити історичні будівлі. При відсутності державної допомоги, перший монетний двір був зруйнований між 1907 і 1911. В даний час лише невелика меморіальна дошка залишається увічнити місце.

### Друга будівля (1833-1901)
4 липня 1829 року наріжним каменем був закладений для будівництва на перетині каштана і ялівцю вулиць. Він був розроблений Вільямом Стрікленд. Другий Монетний двір Філадельфії, "Grecian Храм", був побудований з білого мармуру з класичними грецькими колонами на передній і задній. Вимірювання 150 футів (46 м) в ширину в передній на 204 футів (62 м) глибиною, це був величезний крок вперед у порівнянні з першим фонду в просторі, а також зображення. Відкриття в січні 1833 року його виробництво було обмежено застарілої техніки врятованого від першого м'яти. Франклін Пив був направлений в Європу для вивчення передових технологій coinmaking, які були привезені і реалізовані, підвищення продуктивності і якості.
Проданий у 1902 році, другий монетний двір швидко зруйнований. Наріжним похований в 1833 році був розкопаний і містив цукерки банку з скам'янілий пробка укупорівая його. Усередині банку було три монети, кілька газет, і сувій з інформацією про перший м'ятою і створення другого.
Сайт був зайнятий з 1914 по 19-поверхова будівля Вайденера, одна тисячі триста тридцять дев'ять Честнат-стріт.

### Третя будівля (1901-1973; 1979)
Третій Монетний двір Філадельфії був побудований в 1700 Spring Garden Street і відкритий в 1901 році був розроблений Джеймсом Knox Тейлор. Це був блок з плавильної компанії Сполучених Штатів був у широкому і весняний сад вулиць. Тільки за один рік, монетний двір справив 501,000,000 монети (5/7 валюти США карбували), а також 90,000,000 монет для зарубіжних країн. [1]
Масивна конструкція майже повний міської квартал, це був миттєвий орієнтир. Характеризується римського храму фасад, гості насолоджувалися сім тематичних скляної мозаїки
розроблений Louis C. Tiffany в золотом спинками склепінчастою стелею. Мозаїки зображені стародавні римські методи coinmaking. Ця м'ята досі стоїть недоторканим, і велика частина інтер'єру ціла, а також. Вона була придбана в Community College в Філадельфії в 1973.

### Четверта і нинішня будівля (1969-теперішній час)
За два квартали від місця першого м'ятою, четвертий і поточний Монетний двір Філадельфії відкрив свої двері в 1969 р. Він був розроблений по Філадельфії архітектор Вінсент Г. Клинг, який також допоможе дизайн П'ять Penn Center, центр площа, а також Анненберг центр виконавських видів мистецтва. [2] Це був найбільший монетний двір у світі, коли він був побудований і постановив, що відмінність станом на січень 2009. Філадельфійський монетний двір може виробляти до одного мільйона монет протягом 30 хвилин. Монетний двір також виробляє медалі і нагороди для військових, урядових і цивільних служб. Гравірування всіх штампів і бойків відбувається тільки тут. Викарбувані в зверненні монет тут є "P" фірмовий знак монетного двору, в той час як поширені монети з до 1980 року не несли ніякого сліду м'яти крім нікелеві Джефферсон, викарбуваних з 1942-1945 і 1979 Сьюзен Б. Ентоні долар монети. З 1980 року всі монети, які тут карбувалися містили "P" - фірмовий знак монетного двору, окрім cents. 

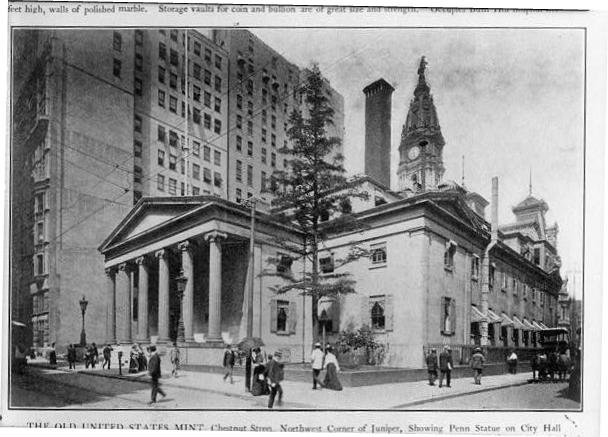

## Крадіжки
19 серпня 1858 р дві добре одягнені злодії на екскурсію монетний двір використовував підроблений ключ, щоб відкрити вітрину. Вони втекли з $ 265,00 в золотих, але через рідкість монет, чоловіки були швидко затримані при спробі провести їх в місцевих магазинах. [5] [6] У 1893 році Генрі С. Кохран, весоізмрітельной клерк, було встановлено, що привласнив собі $ 134,000 в золотих злитків з м'яти сховищі протягом 8-10 років. В цілому $ 107,000 було вилучено зі свого будинку і з кешу в системі вентиляції всередині м'яти. [7] Про 445000 подвійний орел монети були викарбувані в 1933 році, але тільки один був коли-небудь на законних підставах звільнений. Король Фарук Єгипту зв'язався з Неллі Tayloe Росс, потім директором Монетного двору США, і просив один двоголовий орел 1933 для своєї великої колекції монет. Оскільки 1933 монети не були поширені, вона взяла одну монету в Смітсонівський інститут і отримав документацію по своїй рідкості. Потім вона випустила експортний документ, що дозволяє єгипетського царя отримати свою монету. Після смерті Фарука і генерала, успадкованих колекцію короля, монета зникла у володіння європейського колекціонера. Вона спливла, коли Стівен Фентон придбав його. Коли він спробував продати його з аукціону геть, і він, і аукціоніст були заарештовані і монета була захоплена. Він був поміщений в сховище секретної служби в своєму офісі у Всесвітньому торговому центрі. У той час як походження і оформлення документів доводить володіння обговорювалося до нудоти в судах, монета була передана в Форт Нокс для подальшого зберігання. Всесвітній торговий центр зазнав нападу і був зруйнований пізніше в цьому році. Була досягнута домовленість між урядом США і Стівен Фентон. Фентон Фарук, як він став називатися, був проданий на аукціоні за $ 7,9 млн в 2002 році з премією 10% аукціоніста а й $ 20 "монетизувати" монету. Фентон і уряд розділити доходи від аукціону, за умови, що будь-які подальші тисячі дев'ятсот тридцять три двоголових орлів буде схоплений і не продані з аукціону. [8] У 2003 році жінка на ім'я Джоан Філадельфія Switt Langbord знайдено 10 1933 подвійних орлів в депозитної осередку, що колись належало її батькам; коли вона прийняла їх бути оцінені, вони були захоплені Казначейства Сполучених Штатів як викрадене майно. Слідчі стверджували, що батько Langbord, Ізраїль Switt, змовився з клерком всередині м'яти, щоб вкрасти монети. Він був досліджений раніше для вчинення злочину, що призвело до конфіскації кількох золотих монет, але термін давності не дозволили йому бути притягнуті до відповідальності. [9] Langbord подав до суду, щоб монети повернувся до неї, але в липні 2011 року федеральне журі правили вкрадені монети були власністю уряду США. [10] У вересні 2011 року колишній співробітник монетного двору Вільям Грей визнав себе винним у федеральному суді в крадіжці монет помилок оцінюється в $ 2,4 млн і продавати їх до розподільника. [11]